# Contre-la-montre par équipes masculin aux championnats du monde de cyclisme sur route 2017
Le contre-la-montre par équipes de marques masculin des championnats du monde de cyclisme sur route 2017 a lieu le 17 septembre 2017 à Bergen, en Norvège. Le parcours est tracé sur 42,5 kilomètres.

## Parcours
La course commence à Askøy et se termine au centre de Bergen. Le parcours est tracé sur 42,5 kilomètres et comprend deux ascensions: Loddefjord (600 m à 10 % en moyenne) et Birkelundsbakken (3 km à 6% en moyenne).

## Qualification des équipes
Le système de qualification est fixé par le comité directeur de l'Union cycliste internationale.
« Tous les UCI WorldTeams sont invités à participer. [...] Une invitation est adressée aux équipes continentales professionnelles UCI suivantes :
- La première équipe continentale professionnelle UCI panaméricaine au classement UCI America Tour au 15 août 2017.
- Les cinq premières équipes continentales professionnelles UCI européennes au classement UCI Europe Tour au 15 août 2017.

Sur la base des classements par équipes au 15 août 2017, les équipes suivantes non encore invitées seront qualifiées : 
- La première équipe UCI africaine du classement UCI Africa Tour
- Les cinq premières équipes UCI panaméricaines du classement UCI America Tour
- Les cinq premières équipes UCI asiatiques du classement UCI Asia Tour
- Les vingt premières équipes UCI européennes du classement UCI Europe Tour
- La première équipe UCI océanienne du classement UCI Oceania Tour

Les équipes UCI de la nation organisatrice non encore qualifiées pourront prendre part à l’épreuve. La Commission Route UCI se réserve le droit d’accepter jusqu’à 10 requêtes de participation pour des 
équipes UCI non qualifiées. »
Outre les UCI World Teams, les équipes continentales professionnelles et équipes continentales suivantes sont invitées :
- équipes continentales professionnelles : Androni Giocattoli, Cofidis, Direct énergie, UnitedHealthcare, Verandas Willems-Crelan, Wanty-Groupe Gobert, Aqua Blue Sport, Caja Rural-Seguros RGA , CCC Sprandi Polkowice, Delko-Marseille Provence-KTM , Fortuneo-Oscaro, Gazprom-RusVelo, Nippo-Vini Fantini, Roompot-Nederlandse Loterij , Soul Brasil , Sport Vlaanderen-Baloise, WB-Veranclassic-Aqua Protect, Wilier Triestina-Selle Italia ;
- équipes continentales : Isowhey Sports Swisswellness, Armée de terre, Dimension Data for Qhubeka, HKSI, Holowesko-Citadel, HP BTP-Auber 93, Jelly Belly, Joker-Icopal, Kolss, Pishgaman, Rally, RTS-Monton, Tabriz-Shahdary, Coop, Fixit.no, Sparebanken, Ukyo, Uno-X Hydrogen et W52[3].

## Équipes
| WorldTeams (11)- Astana - BMC Racing Team - Bora-Hansgrohe - Katusha-Alpecin - Lotto NL-Jumbo - Movistar Team - Orica-Scott - Quick-Step Floors - Sky - Team Sunweb - Trek-Segafredo Équipe continentale professionnelle- CCC Sprandi Polkowice Équipes continentales (5)- FixIT.no - Joker Icopal - Sangemini-MG.Kvis - Sparebanken Sør - Uno-X Hydrogen Development |
| |

## Prévention de boycott des UCI WorldTeams
Tout comme en 2016, l'épreuve était censée attribuer des points pour le classement par équipes de l'UCI World Tour 2017. En août 2017, l'Association internationale des groupes cyclistes professionnels (AIGCP) a convenu d'un accord avec l'UCI pour éviter un boycott de la course. En échange de la participation d'un minimum d'équipes, aucun point ne sera attribué au classement World Tour.

## Classement
| Rang | Équipe                     | Coureurs | Temps           |
| ---- | -------------------------- | --- | --------------- |
| 1    | Sunweb                     | Tom Dumoulin Lennard Kämna Wilco Kelderman Søren Kragh Andersen Michael Matthews Sam Oomen                    | 47 min 50 s 42  |
| 2    | BMC Racing                 | Rohan Dennis Silvan Dillier Stefan Küng Daniel Oss Miles Scotson Tejay van Garderen                           | + 8 s 29        |
| 3    | Sky                        | Owain Doull Chris Froome Vasil Kiryienka Michał Kwiatkowski Gianni Moscon Geraint Thomas                      | + 22 s 35       |
| 4    | Quick-Step Floors          | Jack Bauer Philippe Gilbert Bob Jungels Yves Lampaert Niki Terpstra Julien Vermote                            | + 35 s 20       |
| 5    | Orica-Scott                | Luke Durbridge Alex Edmondson Michael Hepburn Damien Howson Daryl Impey Svein Tuft                            | + 1 min 03 s 21 |
| 6    | Movistar                   | Andrey Amador Jonathan Castroviejo Alex Dowsett Imanol Erviti Gorka Izagirre Jasha Sütterlin                  | + 1 min 19 s 23 |
| 7    | Lotto NL-Jumbo             | Lars Boom Victor Campenaerts Stef Clement Primož Roglič Jos van Emden Gijs Van Hoecke                         | + 1 min 19 s 58 |
| 8    | CCC Sprandi Polkowice      | Marcin Białobłocki Jonas Koch Łukasz Owsian Maciej Paterski Mateusz Taciak Jan Tratnik                        | + 1 min 44 s 05 |
| 9    | Katusha-Alpecin            | Reto Hollenstein Alexander Kristoff Tiago Machado Tony Martin Michael Mørkøv Nils Politt                      | + 1 min 45 s 58 |
| 10   | Bora-Hansgrohe             | Jan Bárta Maciej Bodnar Marcus Burghardt Patrick Konrad Lukas Pöstlberger Aleksejs Saramotins                 | + 1 min 55 s 10 |
| 11   | Astana                     | Dario Cataldo Sergey Chernetskiy Oscar Gatto Andriy Hrivko Truls Korsæth Alexey Lutsenko                      | + 2 min 15 s 79 |
| 12   | Trek-Segafredo             | Matthias Brändle Marco Coledan Koen de Kort Markel Irizar Jarlinson Pantano Edward Theuns                     | + 2 min 49 s 61 |
| 13   | Joker Icopal               | Ole Forfang Carl Fredrik Hagen Kristoffer Halvorsen Markus Hoelgaard Bjørn Tore Hoem Kristoffer Skjerping     | + 3 min 08 s 09 |
| 14   | Sangemini-MG.Kvis          | Simone Bernardini Nicola Gaffurini Michele Gazzara Niccolò Salvietti Michele Scartezzini Paolo Totò           | + 5 min 02 s 06 |
| 15   | Uno-X Hydrogen Development | Audun Fløtten Erik Resell Hans Kristian Rudland Torjus Sleen Torstein Træen Syver Wærsted                     | + 5 min 09 s 74 |
| 16   | FixIT.no                   | Marius Blålid Ken-Levi Eikeland Åsmund Romstad Løvik Kristoffer Madsen Bjørnar Øverland Elias Angell Spikseth | + 5 min 21 s 45 |
| 17   | Sparebanken Sør            | Kristian Aasvold Herman Dahl Fridtjof Røinås Mathias Skjold Trond Trondsen Andreas Vangstad                   | + 5 min 30 s 47 |